# Sörnewitz (Cavertitz)
Sörnewitz ist ein Ortsteil der Gemeinde Cavertitz im Landkreis Nordsachsen in Sachsen.

## Geografie und Verkehrsanbindung
Der Ort liegt südwestlich des Kernortes Cavertitz an der S 27. Am östlichen Ortsrand fließt die Dahle, ein linker Nebenfluss der Elbe.

## Kulturdenkmale
In der Liste der Kulturdenkmale in Cavertitz sind für Sörnewitz vier Kulturdenkmale aufgeführt.